# Proto-austronésien
Le proto-austronésien (en abrégé PAn) est une proto-langue que les linguistes comparatistes proposent de reconstruire comme le probable ancêtre commun des langues austronésiennes. 
On reconstruit également deux descendants du PAn, le proto-malayo-polynésien et le proto-océanien.

## Phonologie
La phonologie du PAn peut être reconstruite. Selon Blust (1999), le proto-austronésien a quatre voyelles: *a, *ə, *i, *u, sans opposition de longueur. 
Il possède les consonnes reconstruites suivantes :
|                |                | Bilabiales | Alvéolaires | Palatales | Pal.-vélaires | Vélaires | Glottales |
| -------------- | -------------- | ---------- | ----------- | --------- | ------------- | -------- | --------- |
| Occlusives     | Sourdes        | *p         | *t *C       | *c        |               | *k       | *ʔ        |
| Occlusives     | Sonores        | *b         | *d          |           | *j            | *g       |           |
| Nasales        | Nasales        | *m         | *n *N       | *ñ        |               | *ŋ       |           |
| Fricatives     | Sourdes        |            | *S          | *s        |               |          | *h        |
| Fricatives     | Sonores        |            |             | *z        |               |          |           |
| Vibrantes      | Vibrantes      |            | *r          |           |               | *ʀ       |           |
| Latérales      | Latérales      |            | *l          |           |               |          |           |
| Semi-consonnes | Semi-consonnes | *w         |             | *y        |               |          |           |

La nasale *N est parfois reconstruite comme une latérale sourde *L. La reconstruction de *c, *g et *r est mise en doute par certains (Wolff, 1988 ; Mahdi, 1988). Pour Adelaar et Himmelmann, ils doivent être reconstruits même si leur fréquence est faible.

## Morphologie

### Verbe
Les verbes du PAn se répartissent en quatre classes. 
- Les verbes prenant l'affixe <um>.
- Ceux qui n'ont pas cet affixe.
- Les verbes dérivés commençant par *pa-, qui est peut-être le causatif.
- Les verbes dérivés commençant par *ka-, qui est peut-être le statif.

## Sources
- (en) Adelaar, Alexander et Nikolaus P. Himmelmann, The Austronesian Languages of Asia and Madagascar, Routledge Language Family Series, Londres: Routledge, 2005,  (ISBN 0-7007-1286-0)